# Étoile rouge de Belgrade
L'Étoile rouge de Belgrade (en serbe : СД Црвена звезда Београд / SD Crvena zvezda Beograd) est un club omnisports serbe de la ville de Belgrade.

## Sections
Parmi les nombreuses sections du club, on trouve :
| Sport             | Nom de la section                                                          | Fondation |
| ----------------- | -------------------------------------------------------------------------- | --------- |
| Football          | FK Étoile rouge de Belgrade (Hommes) ŽFK Crvena Zvezda (Femmes)            | 1945 2011 |
| Basketball        | KK Étoile rouge de Belgrade (Hommes) ŽKK Étoile rouge de Belgrade (Femmes) | 1945      |
| Athlétisme        | AK Crvena Zvezda                                                           | 1945      |
| Volleyball        | OK Étoile rouge de Belgrade (Hommes) ŽOK Étoile rouge de Belgrade (Femmes) | 1945      |
| Hockey sur glace  | KHK Étoile rouge de Belgrade                                               | 1945      |
| Handball          | RK Étoile rouge de Belgrade                                                | 1948      |
| Aviron            | Veslački Klub Crvena Zvezda                                                | 1945      |
| Escrime           | Klub Crvena Zvezda                                                         | 1945      |
| Tennis de table   | Stonoteniski Klub Crvena Zvezda                                            | 1945      |
| Tennis            | TK Crvena Zvezda                                                           | 1946      |
| Natation          | PK Crvena Zvezda                                                           | 1946      |
| Ski               | Skijaški Klub Crvena Zvezda                                                | 1946      |
| Patinage          | Klizački Klub Crvena Zvezda                                                | 1946      |
| Course automobile | Automobilski Klub Crvena Zvezda                                            | 1946      |
| Cyclisme          | Biciklistički Klub Crvena Zvezda                                           | 1947      |
| Boxe              | Boks Klub Crvena Zvezda                                                    | 1947      |
| Bowling           | Kuglaški Klub Crvena Zvezda                                                | 1953      |
| Boulingrin        | Boćarski Klub Crvena Zvezda                                                | 1953      |
| Judo              | Rvački Klub Crvena Zvezda                                                  | 1955      |
| Waterpolo         | Vaterpolo Klub Crvena Zvezda                                               | 1968      |
| Karaté            | Karate Klub Crvena Zvezda                                                  | 1972      |
| Tir sportif       | Streljački Klub Crvena Zvezda                                              | 1980      |
| Taekwondo         | Tekvondo Klub Crvena Zvezda                                                | 1994      |
| Bridge            | Bridž Klub Crvena Zvezda                                                   | 1995      |
| Rugby à XIII      | Ragbi XIII Klub Crvena Zvezda                                              | 2007      |
| Futsal            | Klub Malog Fudbala Crvena Zvezda                                           | 2019      |